# マウスシールド

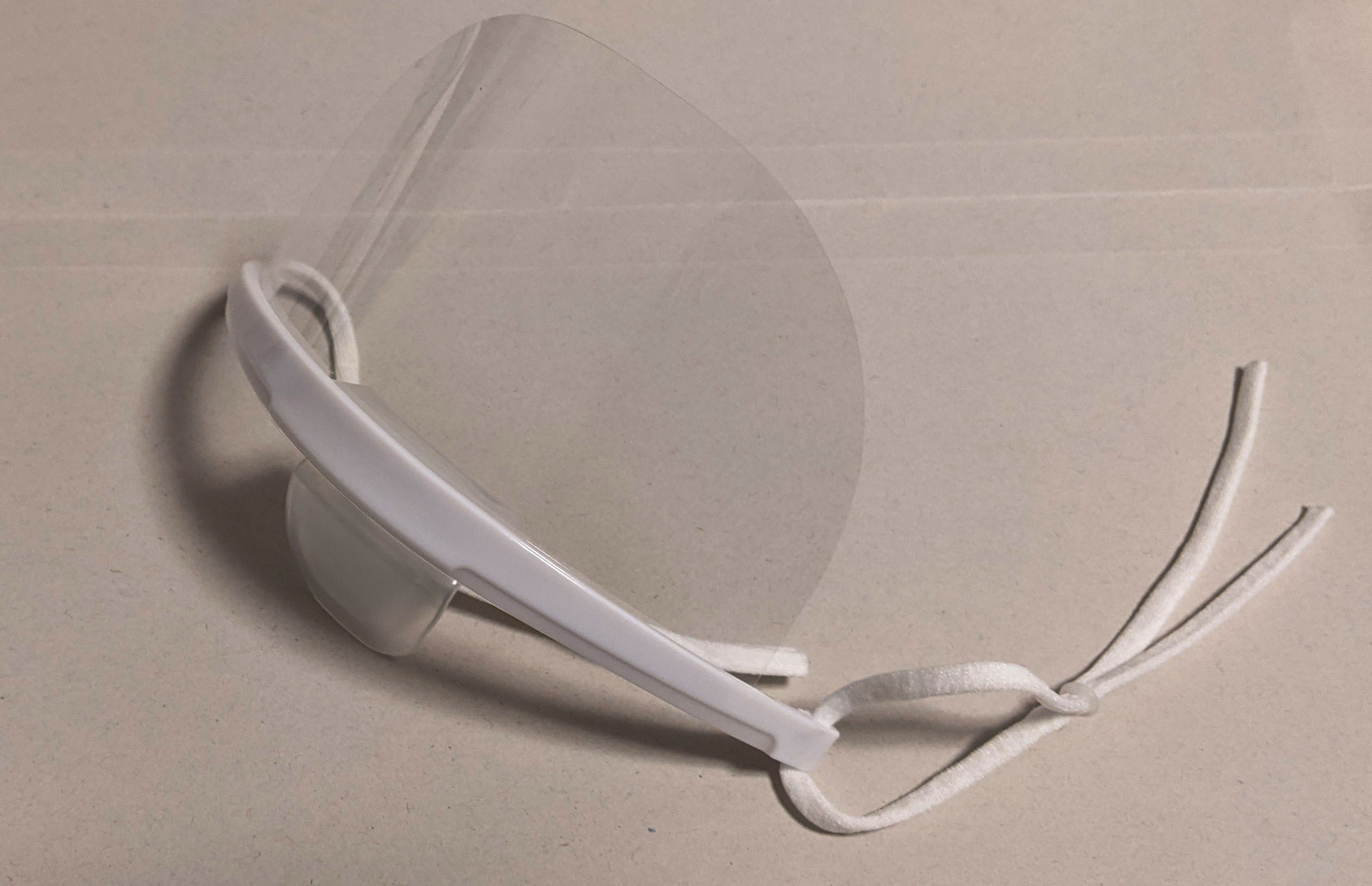
マウスシールド

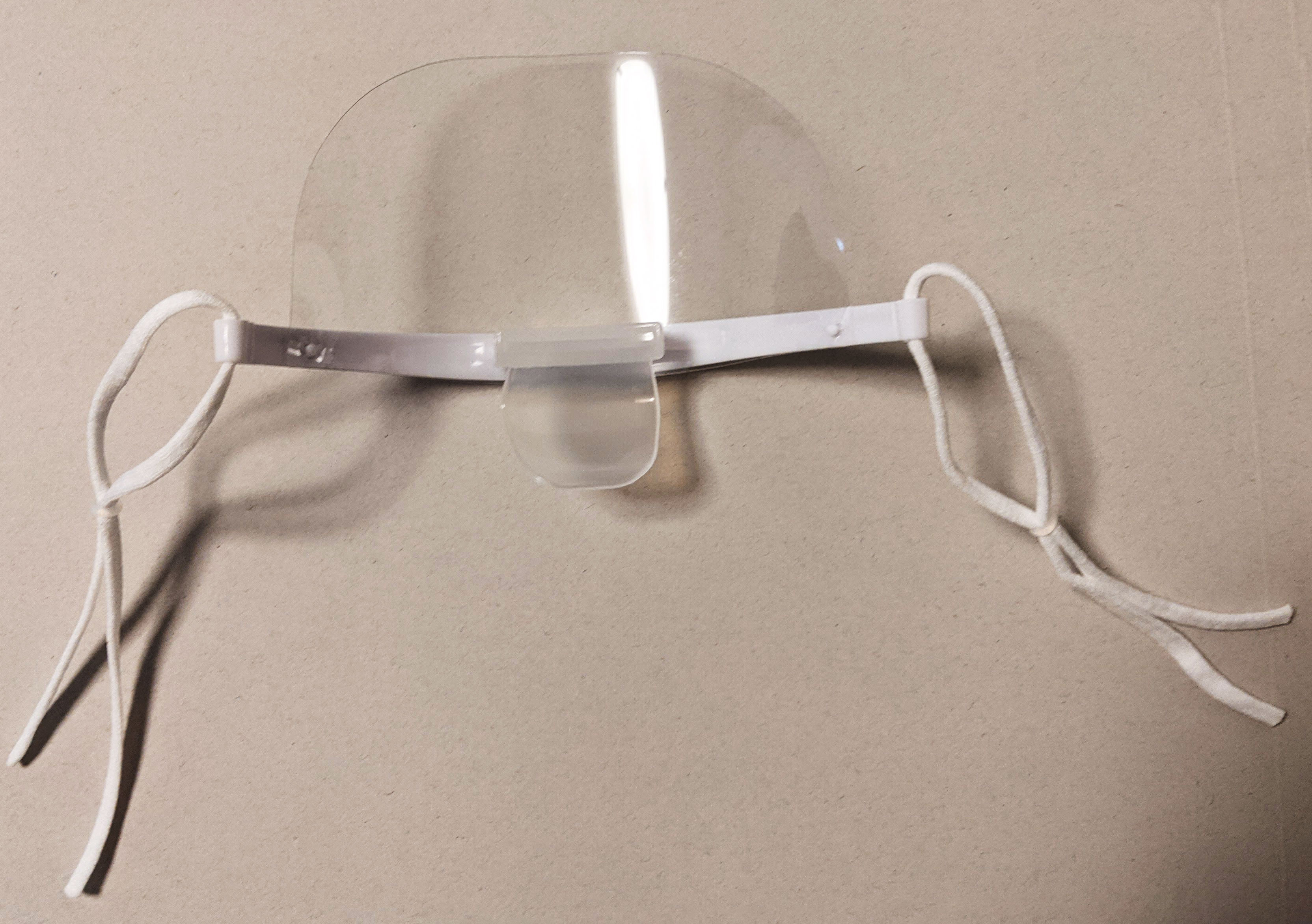
裏側（口側）から見たマウスシールド

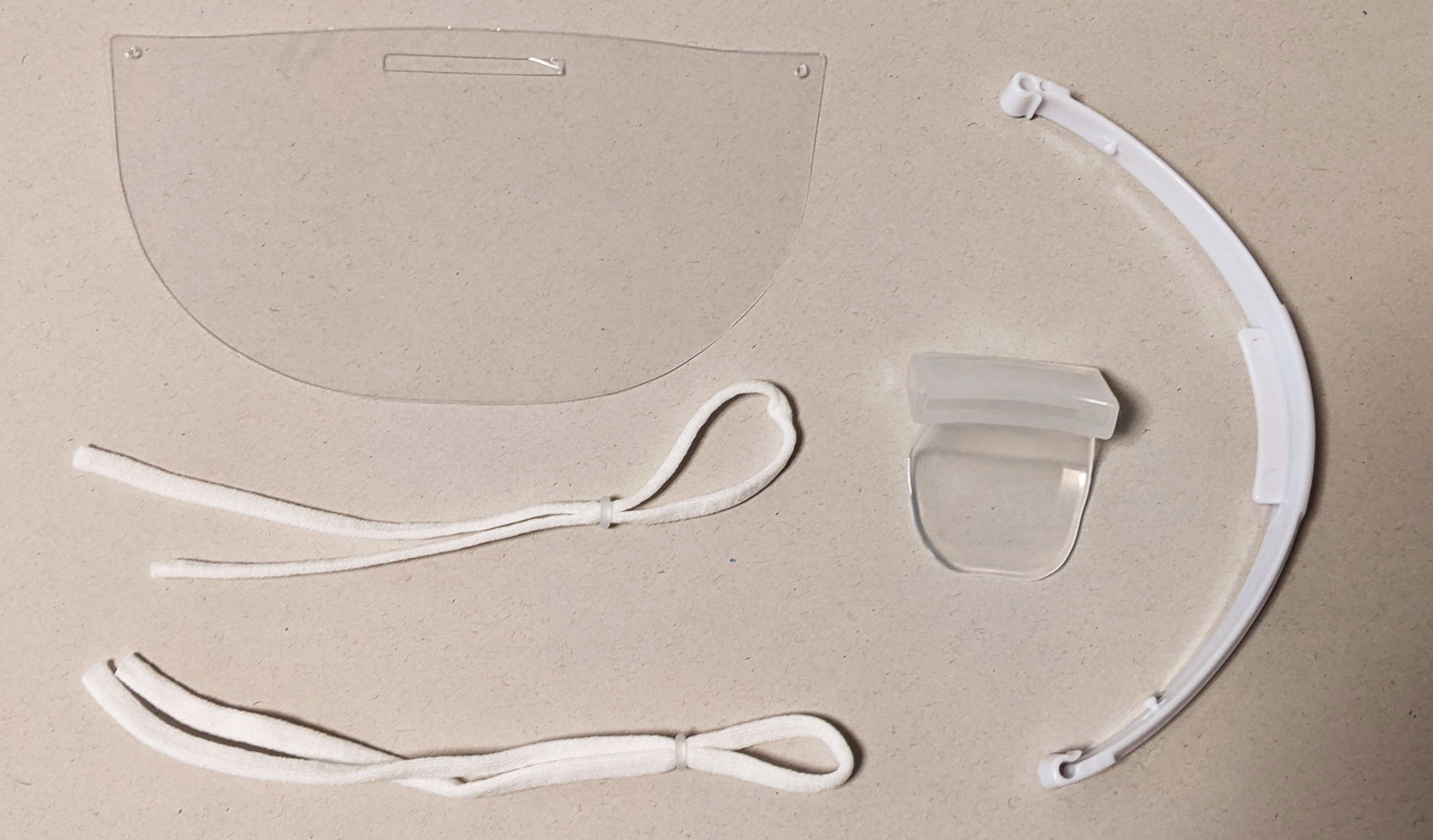
組み立て式のマウスシールドを構成する部品

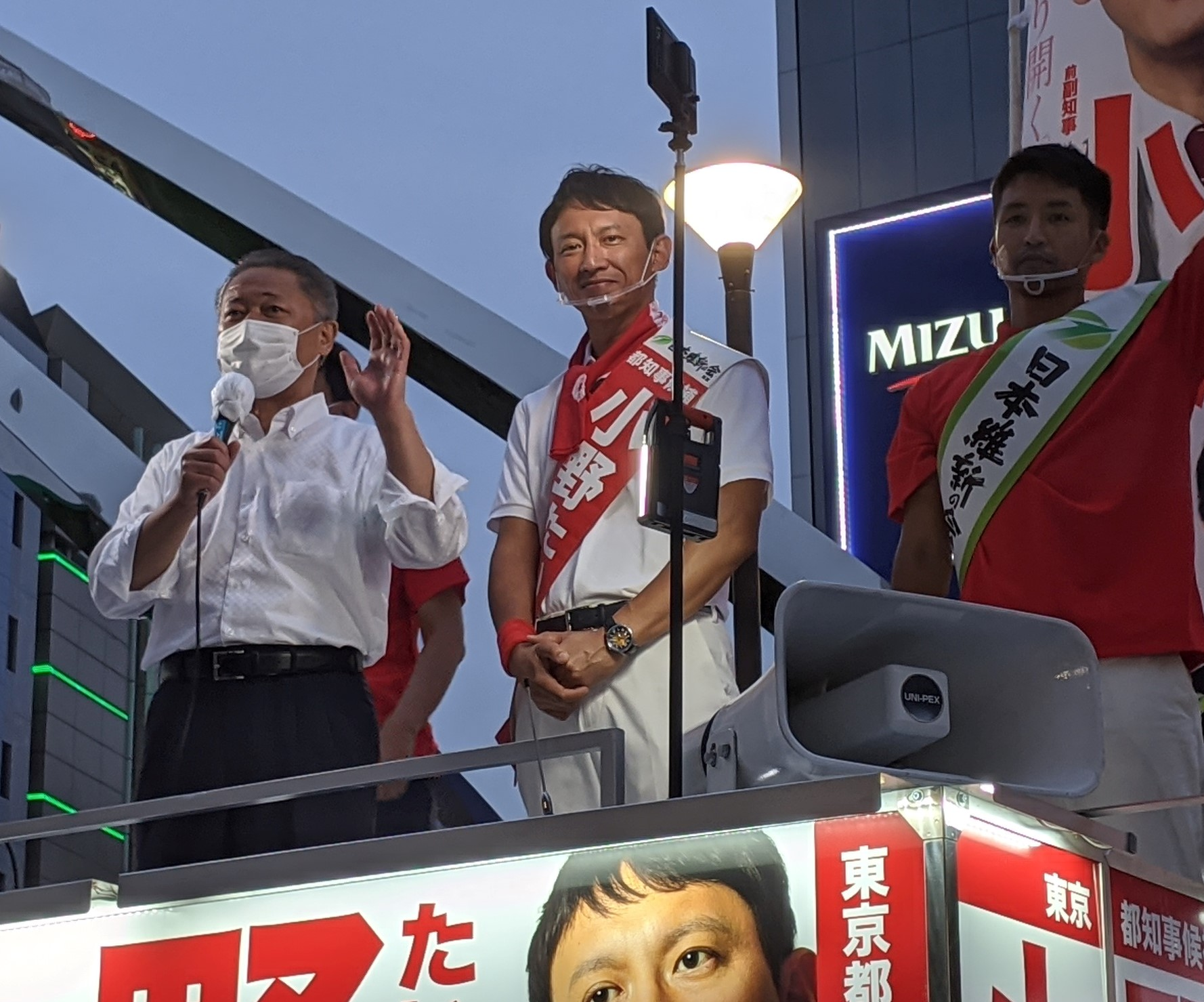
選挙活動中にマウスシールドを付けた候補者

マウスシールド (Mouth shield) とは、感染症予防などのために、透明の樹脂などで口元を守る個人防護具の一種である。透明マスクなどとも呼ばれる。

## 歴史
透明のマスク自体の歴史は長く、1936年に発表された論文にデュポンによる酢酸セルロースで制作された透明マスクが記載されている。しかし、呼吸がしにくいなどの不具合があったために徐々に布製マスクに置き換わっていった。
2020年現在、接客業などで用いられているマウスシールドは2000年代に入ってから販売開始されたものであり、医療用ではない。

## 感染症対策における効果
厚生労働省健康局結核感染症課は「マウスシールド、フェイスシールド、不織布マスクの中で、飛沫防止効果が最も高いのはマスク」と説明し、マウスシールドやフェイスシールドは「自分の飛沫が相手の顔とかに直接付着しないように多少の効果はあるが、飛沫が飛ばないようにする効果そのものは極めて限定的。基本的に、補助的な防御手段でしかない」とし、屋内など人が密接する場面での単独の使用を控えるよう求めた。また、神戸市健康局は「フェイスシールド・マウスシールドではコロナ対策が不十分」「感染予防策としてはマスクの代わりにならない」との通知を出している。

### マスク等との比較
理化学研究所や神戸大学、豊橋技術科学大学らによってマスク・フェイスシールド・マウスシールドの飛沫防止効果を測定するシミュレーション・実験が実施されている。
シミュレーションならびに実験の結果によれば、何もつけていない状態を100%としたとき、不織布マスクであれば吐き出す飛沫の量は20%までに抑えられるのに対し、マウスシールドは90%に留まり、飛沫対策の効果が低いことが指摘されている。また、吸い込む飛沫に関しても、マウスシールドは小さな飛沫に対して効果が無いという結果になっている。
|                | 未着用 | 不織布マスク | 布マスク | ウレタンマスク | フェイスシールド                                     | マウスシールド                                       |
| -------------- | ------ | ------------ | -------- | -------------- | ---------------------------------------------------- | ---------------------------------------------------- |
| 吐き出し飛沫量 | 100%   | 20%          | 18-34%   | 50%            | 80%                                                  | 90%                                                  |
| 吸い込み飛沫量 | 100%   | 30%          | 55-65%   | 60-70%         | 小さな飛沫に対しては効果なし（エアロゾルは防げない） | 小さな飛沫に対しては効果なし（エアロゾルは防げない） |

## メリットとデメリット
- メリット[1]
  - 表情や口の動きがわかるため、聴覚障害者であってもコミュニケーションを阻害しにくい
  - 洗浄や消毒を行い、繰り返し使用できる
- デメリット
  - 感染を防ぐことは難しい